# 天主教南宁总教区
南寧總教區（拉丁語：Archidioecesis Nannimensis）是天主教在今中國廣西壯族自治區西部建立的一個總教區，屬廣西教省。

## 概況
1946年4月11日，聖座在中國設立聖統制，南寧宗座代牧區升格為南寧總教區，屬於廣西教省。廣西教省下屬梧州教區。廣西地區內還有直屬聖座的桂林宗座監牧區。
1950年，南寧總教區信徒人數為7,584人、26位司鐸和24位修士。教座位於廣西南寧市望州中路南二裡11號的中華聖母主教座堂。現任總教區主教為譚燕全。

## 歷史

### 初期拓展
在廣西地區教務，最初由葡屬澳門教區負責。1848年（清道光28年），聖座傳信部將廣東、廣西兩省教務劃分屬巴黎外方傳教會負責，並成立粵桂宗座代牧區，巴黎外方傳教會駐香港辦事處李莫瓦神父出任宗座代牧。
1853年（咸豐3年），李莫瓦神父卸任，由在廣西傳教明稽埒神父接任成為粵桂宗座代牧。就任後，明神父因工作繁重，很難兼顧兩廣教務。

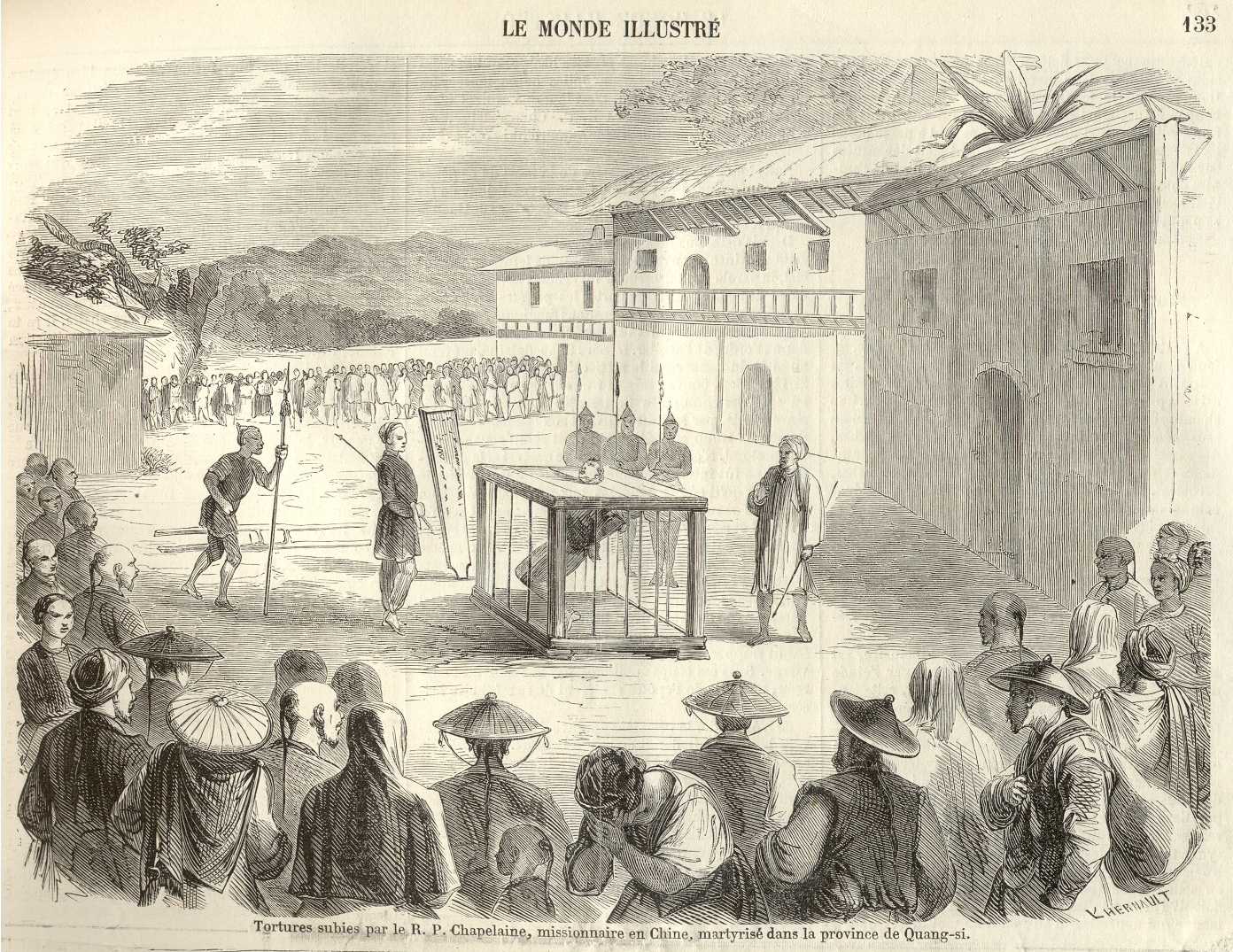
聖馬賴神父受刑圖

1856年2月29日，廣西知縣張鳴鳳以越界傳教為由，殺害馬賴神父及26位信徒，繼而引發英法聯軍之役。1858年，清朝與法英雙方正式簽訂了《天津條約》，廣西西林教案始告落幕。
於1867年（同治6年）明稽埒神父提議增設1名廣西副主教，以協助管理廣西教務。在貴陽的梅西滿神父兼任粵桂宗座代牧區廣西副主教。1871年（同治10年），梅神父在貴陽病逝。3年後，由文芍理神父接任為粵桂宗座代牧區廣西副主教。但文神父在前往途中因染病回法國就醫，並向教宗建議將兩廣地區教務一分為二，成立兩個宗座代牧區。

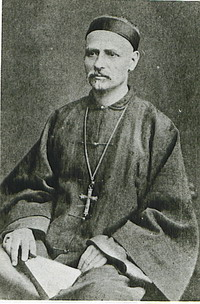
富于道主教

### 宗座監牧區時期
1875年8月6日（光緒元年），聖座傳信部頒發通諭，宣佈將粵桂宗座代牧區一分為二，分別成立廣東宗座代牧區及廣西宗座監牧區。法國籍文芍理神父出任宗座監牧。但是，因文神父還在法國治療，故任命廣西上思縣富于道神父為廣西宗座監牧區副主教。
1878年（光緒4年），文芍理神父在法國巴黎病逝。同年8月13日，富于道主教出任廣西宗座監牧。富主教任內在上思縣設立主教座堂及1小學堂。此時，宗座監牧區有7名神父，信徒約500人，7座教堂，分佈在西林縣、常井村、劉家屯，上思縣、米強村、貴縣縣城及淩雲縣樂裡村等地。

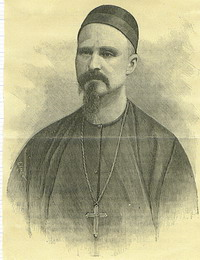
司立修主教

1891年（光緒17年），司立修接替病逝的富主教，出任廣西宗座監牧區第三任宗座監牧領。司主教任內，將教座由上思縣遷到貴縣。此時，宗座監牧區有13名神父，信徒約1,100人，13座聖堂。在武宣縣三裡村、柳城縣古木村、象州龍女村及中平鎮、羅城縣龍安、修仁縣江洲屯（今金秀瑤族自治縣江洲）等6處建立聖堂，並且在貴縣開辦孤兒院和學校，在上思縣開設小修院。
1899年（光緒25年），羅惠良繼任成為第四任宗座監牧，賴保理出任副主教。羅主教任內，又紂教座遷到南寧。1901年（光緒27年），宗座監牧區有24位神父，信徒約1,800多人，31座聖堂。在上思縣那蒙村、武宣縣樂梅村、龍州縣城、平南縣城、郁林縣城、永福縣城、土養槽，梧州，西隆縣城、舊洲街、者隘村、白告村、極相村、者磨村、仁興者村、百色縣城、桂林及淩雲縣城等地建立18座聖堂。次年，在南寧開辦拉丁書院、聖家會女修院。聖保祿孝女會修女在南寧及貴縣聖堂內的診所及孤兒院服務，並協助培養中國修女。同年，首批3名在上思縣小修院的修生晉鐸。
1910年（宣統2年），劉志忠主教接任為第五任宗座監牧。宗座監牧區有27位法籍及4位國籍神父，信徒約4,500人，38座聖堂。在桂平縣城、南寧明德街、雒容縣城、崇善縣城、寧明縣海淵、平南縣丹竹、都興村等地建立7座聖堂。在南寧開設玫瑰印書局、孤兒院、麻瘋收容所等機構，並在宗座監牧區內各地開辦學堂及診所等。

### 廣西宗座代牧區時期
1914年（民國3年）第一次世界大戰爆發，法國全面參戰，多位法籍傳教士被徵召回國入伍，傳教經費銳減。同6月6日，廣西宗座監牧區升格為廣西宗座代牧區，劉志忠主教成為首任宗座代牧。
1920年（民國9年），巴黎外方傳教會將廣西監牧區的蒼梧（含梧州）、郁林、容縣、岑溪、平南、北流、陸川、博白、藤縣等9個縣教務轉交瑪利諾外方傳教會負責。又把桂西的西林、西隆、淩雲等縣劃入貴州安龍宗座監牧區。
廣西宗座代牧區減少了17座教堂，有26名法籍和8名國籍神父，信徒約5,119人，29座聖堂。武緣縣碌麻屯、朔板村、韋郎村，奉議縣田州鎮、恩隆縣平馬鎮、貴縣長興村、綏淥縣叫靈村及平樂縣田村等地建立8座聖堂。

### 南寧宗座代牧區時期
1924年12月3日（民國13年），聖座從廣州宗座代牧區劃出廣西北海和湛江等地，成立北海宗座代牧區。廣西宗座代牧區以教座所在地方更名為南寧宗座代牧區。
1930年6月30日（民國19年），聖座從南寧宗座代牧區劃出廣西的桂林、平樂、永福、荔浦、全州、興安、鐘山、賀縣等東北部地區成立梧州自治傳教區，由瑪利諾外方傳教會負責管理南寧代牧區管轄桂中、桂南及桂北地區的17個縣，信徒約4,000多人、24名法籍神父、13名國籍神父和35座教堂。在桂平縣白沙鎮、貴縣岑裡村、湛江鄉水井垌、吉鬥村、下江村、中渡縣英山、平山、黃臘、關江、馬龍、那基和南寧南倫街等地方建立12座聖堂。
當時，南寧宗座代牧區內已成立孤兒院、養老院、印書局、麻瘋病院等教區附屬機構。又在各聖堂內附設診所，並並各地設立小學堂、法文學校、教義學習班和法文學習班。宗座代牧區還先後開辦過上思小修院、貴縣小修院、南寧拉丁書院和南寧聖家會女修院，以及在貴縣和修仁兩地開設過兩個短期的培訓學校。

### 總教區時期
1946年4月11日（民國35年），聖座在中國設立聖統制，南寧宗座代牧區升格為南寧總教區，屬於廣西教省，沈士傑出任為南寧總教區首任總主教，黃鶴鳴神父獲任命為副主教。
1949年（民國38年），南寧總教區有信徒約6,100人和42座教堂，分佈在邕寧（含今南寧）、武緣、賓陽、來賓、貴縣、武宣、象州、柳江（含今柳州）、中渡、修仁、雒容、綏淥、龍州、上思、田陽、田東等16個縣。總教區內設有男女修院、小修院、印書局、孤兒院、麻瘋院、養老院、托兒所和13間診所，並開辦過4個短期的傳教員培訓班和11所小學。總教區曾印刷出版了一些宗教書籍，如《早晚課經文》、《聖教日課經文》、《苦路經文》、《瞻禮單》、《輔彌撒經文》、《要理間答》、《聖教理論》、《公教真諦》、《一目了然》、《拉丁文入門》等。另外，還編印刊物《南針》，不定期出版，報導教區各教會的情況，發行到各地教會。

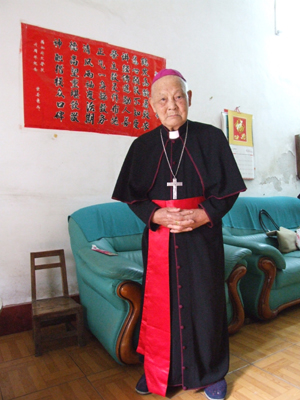
蒙子文主教

1949年10月1日，中國共產黨在中國大陸地區建立中華人民共和國，並開始針對天主教進行宗教迫害及打壓，教會已經無法正常功能。1952年3月30日，沈士傑總主教被中國政府驅逐出境，副主教黃鶴鳴神父出任為總教區署理。1953年5月，副主教黃鶴鳴神父去世，由王綸神父接任成為總教區署理。1957年，王神父拒絕加入中國政府控制的組織中國天主教友愛國會，被公安以右派及反革命分子被捕，1959年被遣送回山西，直至1980年才獲得平反。
1966年至1979年的文化大革命期間，所有宗教活動停止。1981年總教區續步恢復宗教活動後，於1984年3月24日蒙子文獲地下教會主教秘密晉牧成為南寧總教區正權主教，後得到時任教宗若望保祿二世認可，但中國政府不承認。
2002年底，中國天主教愛國會擅自將廣西的南寧總教區、北海教區的廣西地區、梧州教區和桂林宗座監牧區合併及成立廣西教區。翌年，譚燕全晉牧時獲政府認可為廣西教區正權主教。但是，聖座不承認有關變動，維持原有劃分，任命譚主教為南寧總教區主教。
2019年1月，南寧總教區正權主教譚燕全疑虧空教區公款開辦私人公司及進行投資，但因投資失利欠下千萬債務，導致無法支付教區神職人員生活費、醫療及養老保險。譚主教更被指私自與物業公司簽約，計劃將南寧康樂路2號耶穌聖心堂改建出售及出租，聲稱以防止政府收歸國有。但是，有人指他涉及幾家貿易公司的會員身份從事商業交易及多名神職人員聯署要求官方徹查譚燕全的經濟問題。

## 圣堂

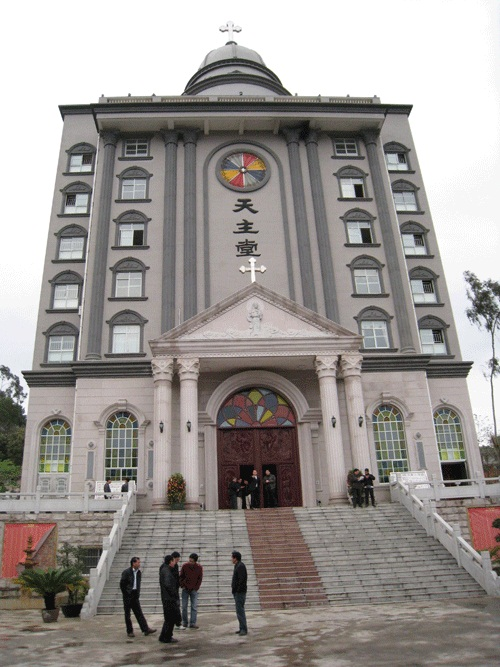
南宁中华圣母主教座堂
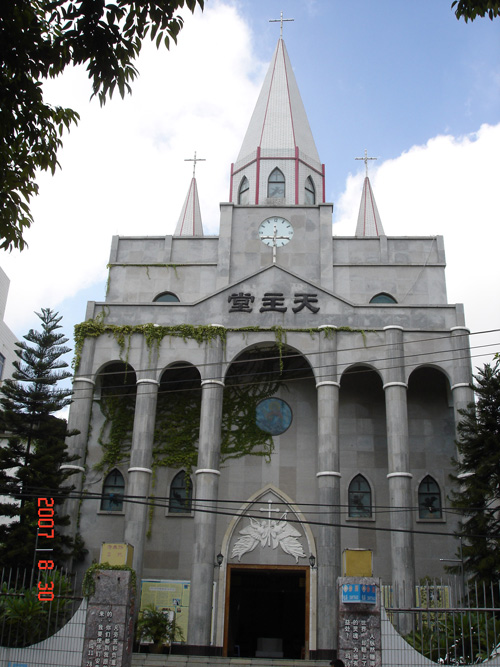
南宁耶稣圣心堂
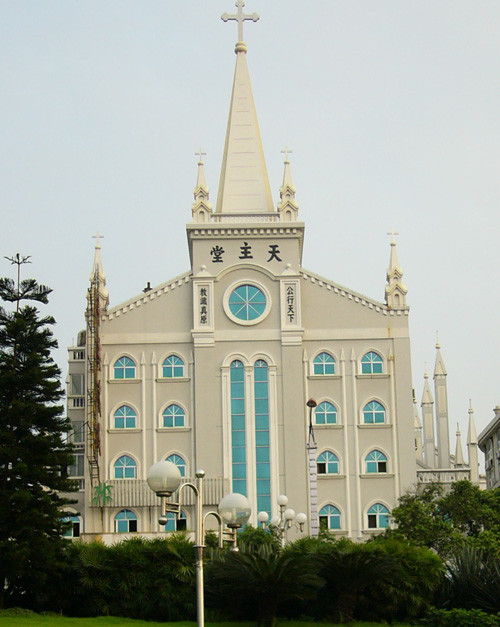
柳州圣德肋撒堂

| 類別                 | 聖堂                 | 地址                         |
| -------------------- | -------------------- | ---------------------------- |
| 總主教公處及主教座堂 | 南寧中華聖母主教座堂 | 南寧市興甯區望州路南二裡11號 |
| 秘書長辦公室         | 南寧耶穌聖心堂       | 南寧市青秀區康樂路2號        |
| 柳州總鐸區聖堂       | 柳州聖德肋撒堂       | 柳州市魚峰區駕鶴路91號       |
| 貴港總鐸區聖堂       | 貴港博愛堂           | 貴港市港北區縣東街天主堂     |
| 隆林總鐸區聖堂       | 隆林天主堂           | 隆林縣新州鎮民族街202號      |
| 象州聖堂             | 象州玫瑰聖母堂       | 象州縣劉家巷54號             |

## 歷任主教

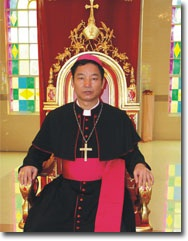
谭燕全总主教

### 廣西宗座監牧
- 文芍理神父, M.E.P.（1875年-1878年）：法國籍[7]
- 富于道主教, M.E.P.（1878年8月13日-1889年3月31日）：法國籍[8]
- 司立修主教, M.E.P.（1891年8月21日-1899年9月22日）：法國籍[9]
- 羅惠良主教, M.E.P.（1900年4月26日-1910年8月23日）：法國籍[10]
- 劉志忠主教, M.E.P.（1910年12月22日-1914年4月6日）：法國籍[11]

### 南寧宗座代牧
- 劉志忠主教, M.E.P.（1914年4月6日-1929年6月10日）：法國籍
- 沈士傑主教, M.E.P.（1930年6月30日-1946年4月11日）：法國籍[12]

### 南寧總主教
- 沈士傑總主教, M.E.P.（1946年4月11日-1954年2月7日）：法國籍
- 教座從缺（1954年-1984年）
- 蒙子文主教（1984年-2007年1月7日）：秘密晉牧，中國政府不承認[13][14]
  - 助理主教谭燕全（2003年-2007年1月7日）
- 谭燕全主教（2007年1月7日-現在）[15][16]